# Eustadiola
Eustadiola (auch Stadiola, Eustodia; * 594 in Bourges; † 684 ebenda) war eine fränkische Äbtissin und Heilige. Ihr Feiertag ist der 8. Juni.

## Leben
Eustadiola wurde im Jahr 594 in Bourges, Frankreich geboren. Ihre Eltern stammten aus dem gallorömischen Senatsadel und waren daher sehr wohlhabend und einflussreich. Sie erhielt bereits in sehr jungen Jahren eine religiöse Erziehung. Jedoch arrangierten ihre Eltern eine Vermählung mit einem wohlhabenden Mann, um für Erben zu sorgen. Eustadiola wurde Mutter eines Sohnes namens Tetradius. Kurz danach verstarb ihr Mann. Als junge Witwe entschied sie sich aufgrund ihrer finanziellen und sozialen Unabhängigkeit für eine fromme Lebensweise.
Wie viele Witwen zu jener Zeit verteilte Eustadiola ihren Reichtum unter die Armen, spendete an Kirchen und gründete ein eigenes Kloster in ihrer Heimatstadt. In ihrer Vita wird berichtet, wie sie manche Kirchen mit Gefäßen aus Gold und Silber, Edelsteinen und Büchern ausstattete. Mit Hilfe ihrer Dienerinnen fertigte sie eigenhändig bestickte Gewänder, Altartücher mit Goldfransen und Wandbehänge an. Sie errichtete ein Kloster und ein Nonnenkloster, in dem sie und andere Frauen, inspiriert von ihrem Beispiel, als Nonnen in Gemeinschaft lebten, jedoch ohne formelle Anerkennung. Eustadiola war Äbtissin des von ihr gegründeten Klosters Moyen-Montiers in Bourges und lebte 70 Jahre lang als Asketin, kümmerte sich um die Armen und unterstützte Witwen und Waisen. Sie führte kein streng klösterliches Leben, da sie täglich zur Basilika Saint-Paul in Bourges ging, an deren Bau sie ebenfalls beteiligt war. Wie viele Klöster und Abteien dieser Zeit akzeptierten ihre Gemeinschaften sowohl wohlhabende als auch arme Frauen. Die Art informeller, unkontrollierter Askese, die sie praktizierte, wurde seit der Zeit Papst Gregors I. missbilligt, war aber im 7. Jahrhundert in Gallien noch weit verbreitet. Laut Jane T. Schulenburg wurde Eustadiola, wie viele Äbtissinnen und Heilige ihrer Zeit, für die Erweiterung ihrer Kirchen und Klostergebäude, ihre Rolle bei der Beschaffung von Reliquien sowie für die Verschönerung und Verschönerung ihres Erscheinungsbildes gelobt.
Das Wenige, was über Eustadiola bekannt ist, wurde durch ihren Schutzpatron, Zeitgenossen und Mitheiligen Bischof Sulpicius II. von Bourges aus dem frühen 7. Jahrhundert dokumentiert. Er half ihr auch, dem Druck ihrer Familie, erneut zu heiraten, zu widerstehen.
Viele Heilungen wurden Eustadiola zugeschrieben. Beispielsweise hätten Blinde durch das Wasser, in dem sie ihre Hände und ihr Gesicht wusch, ihr Augenlicht zurückerhalten. Ihre Gebete und die Gebete ihrer Mitnonnen hätten eine Dürre beendet; sie ermutigte die Schwestern in der Basilika St. Paul, um Regen zu beten, die Gebete seien fast sofort erhört worden. Laut McNamara halfen diese Wunder, Eustadiolas Reichtum vor denen zu schützen, die sie daran hinderten, ihn zur Unterstützung ihrer Gemeinden und wohltätiger Werke zu verwenden.
Eustadiola starb 684 im Alter von 90 Jahren und wurde in der St.-Pauls-Basilika begraben. Der Bischof von Bourges, der an ihrer Beerdigung teilnahm, berichtete, er habe noch nie eine so große Trauer über einen verstorbenen Geistlichen oder Herrscher erlebt. Ihr Festtag wird am 8. Juni gefeiert.

## Legende
Viele Wunder, darunter Heilungen von Blindheit und Lahmheit, geschahen an ihrem Grab und durch ihre Fürbitten, sowohl vor als auch nach ihrem Tod. Es wird berichtet, dass zwei Menschen von ihrer Blindheit geheilt wurden, nachdem sie sich eine Mischung aus Staub aus ihrem Grab und Öl aus der Lampe vor ihrem Grab auf die Augen aufgetragen hatten, und ein weiterer, als sie mit dem Lampenöl an Eustadiolas Grab gesalbt wurde.

## Quelle
- Vita Eustadiolae Abbatissa Bituricensi, hrsg. v. Godefrid Henschenius, AASS 2, Paris – Rom 1867, 131–133